# Chondracanthus janebennettae
Chondracanthus janebennettae är en kräftdjursart som beskrevs av Ottis Robert Causey 1953. Chondracanthus janebennettae ingår i släktet Chondracanthus och familjen Chondracanthidae. Inga underarter finns listade i Catalogue of Life.